# Urmi
Urmi (rusky Урми) je řeka v Chabarovském kraji v Rusku. Je dlouhá 458 km. Plocha povodí měří 15 000 km².

## Průběh toku
Pramení na jižním svahu Badžalského hřbetu a teče podél Burejinského hřbetu. Na dolním toku protéká Dolnoamurskou nížinou. Je pravou zdrojnicí řeky Tungusky v povodí Amuru.

## Vodní režim
Zdrojem vody jsou převážně dešťové srážky. Průměrný roční průtok vody ve vzdálenosti 204 km od ústí činí 170 m³/s. Zamrzá v listopadu a rozmrzá na konci dubna až na začátku v května.

## Využití
Řeka je splavná v délce 260 km a je na ní rozvinutá vodní doprava prostřednictvím kutrů.